# 江南抗日义勇军

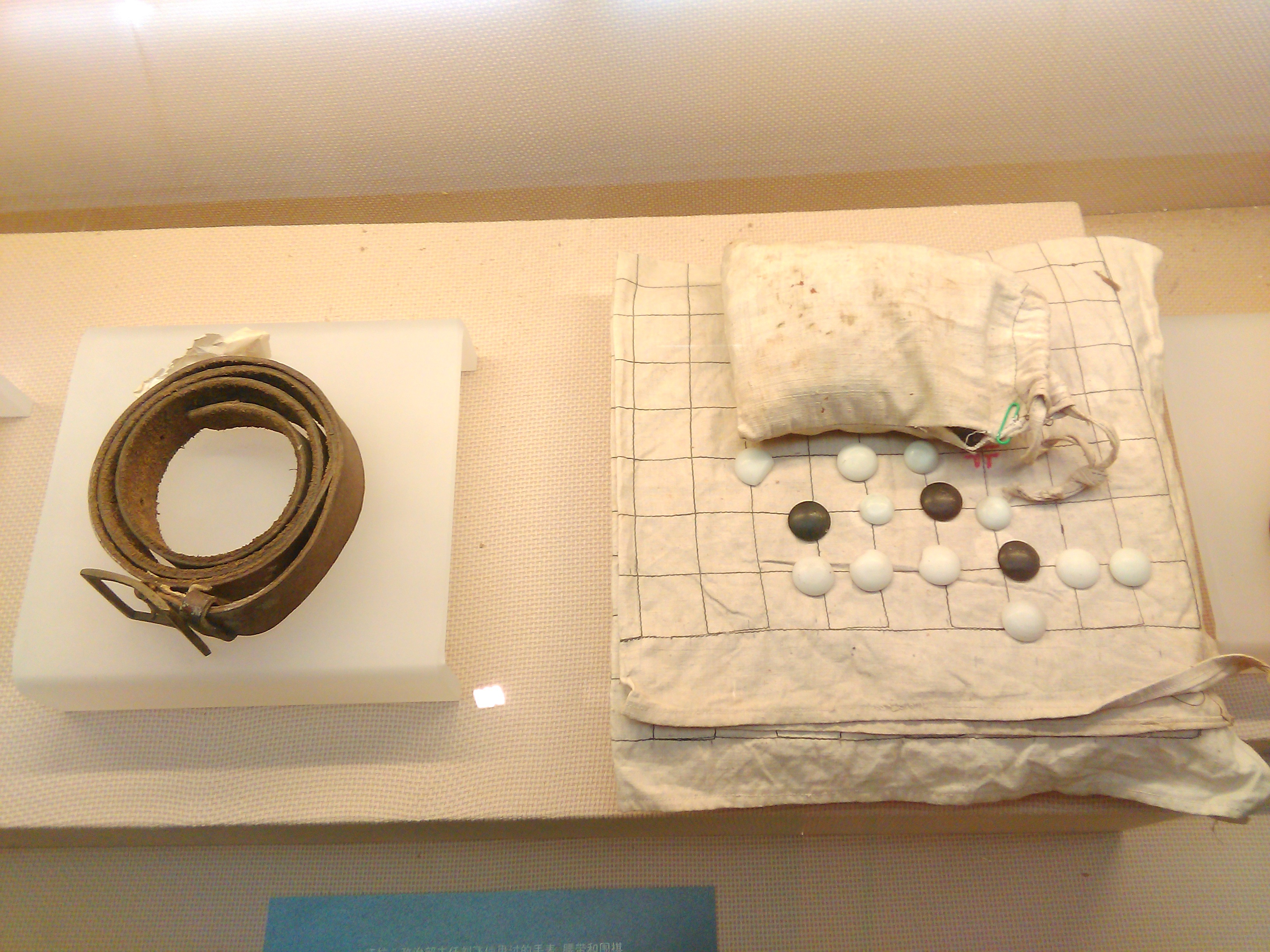
江抗政治部主任刘飞使用过的腰带和围棋，无锡博物院藏

江南抗日救国军，又称江南人民抗日救国军，简称江抗，是1938年至1940年期间，由中国共产党领导、活跃于江南地区的一支游击队伍。

## 沿革
1938年10月，中共澄锡虞工委将其所属的江南抗日游击队、苏浙人民抗日自卫军等230余人到茅山接受整编，陈毅授予其“江南抗日义勇军”第三路的番号，是江南地区的首支抗日义勇军，也简称“江抗”三路，司令梅光迪，副司令何克希。1939年4月，新四军一支队六团东进，与江抗合编，成立江抗总指挥部，总指挥梅光迪，副总指挥叶飞、何克希。9月，江抗主力西撤，与新四军丹阳游击纵队合编为新四军挺进纵队，渡过长江进入苏北。
留在阳澄湖、常熟地区的伤病员和一支常备队，由刘飞、夏光领导。10月下旬，中共中央东南局和新四军军部派杨浩庐、周达明等到常熟，与36名伤病员、东唐市一带中共江南特委和常熟人民抗日自卫队（民抗）负责人会面，决定重建武装。11月6日，他们在常熟东唐市东土地堂重新组织江南抗日义勇军东路司令部（简称新江抗）。因刘飞要去上海治疗，由夏光任司令员，杨浩庐任副司令员兼政治部主任，黄烽任政治部副主任。不久，委任周嘉禄为参谋长，胡肇汉为副司令员。1940年2月，陈毅派吴仲超、何克希到东路恢复工作，“新江抗”领导成员进行了调整，何克希任司令员，吴仲超任政治委员，杨浩庐任副司令员兼政治部主任，夏光任参谋长。3月，所辖兵力有4个连，400余人。同年4月，新四军三支队副司令谭震林抵达常熟，在唐市建立中共东路军政委员会。至此，“新江抗”发展成3个连；“民抗”有3个连和1个教导队，以及7个区常备队，共有近1000人。
1940年5月，江南人民抗日救国军东路指挥部成立，新江抗改编为第二支队。皖南事变后，编入新四军第六师第十八旅。